# Protestas en Egipto de 2016-2017
Las protestas en Egipto de 2016-2017 fueron un movimiento de protesta masiva contra el presidente Abdelfatah El-Sisi y su gobierno. El mayor reclamo fue la corrupción masiva y la venta de Tiran y Sanafir a Arabia Saudita. Miles de personas corearon consignas que representaban al gobierno y las manifestaciones se intensificaron. Se dispararon balas reales contra manifestantes pacíficos el 26 de abril, después de casi dos meses de acaudaladas protestas. Se utilizó una represión mortal contra las protestas. Una ola de protestas también afectó a áreas como Alejandría, Puerto Saíd, Asiut, Fayún, Guiza, etc. Luego, las protestas y huelgas de trabajadores golpearon a El Cairo después de una filtración de escándalos de corrupción que involucró a algunos trabajadores. Después de la ola de disturbios civiles, se llevaron a cabo protestas masivas por el pan en marzo de 2017. Fueron reprimidas con gas lacrimógeno y cañones de agua mientras se lanzaban piedras contra la policía. El movimiento de protesta provocó la muerte de 2 manifestantes.